# Garsten
Garsten är en ort och kommun i Österrike. Den ligger i distriktet Steyr-Land i förbundslandet Oberösterreich, 150 kilometer väster om huvudstaden Wien. 
Kommunen består av 20 orter (Ortschaften) (inom parentes invånarantal 1 januari 2024):

- Buchholz (226)
- Christkindl (539)
- Garsten (2 206)
- Garsten Nord (511)
- Kraxental (231)
- Lahrndorf (484)
- Mühlbach (326)
- Mühlbachgraben (50)
- Oberdambach (163)
- Pergern (140)
- Pesendorf (361)
- Rosenegg (125)
- Saaß (415)
- Sand (109)
- Sarning (134)
- Schwaming (77)
- Sonnberg (42)
- Tinsting (49)
- Unterdambach (442)
- Unterlaussa (20)